# Stade Français (rugby)
La rama de rugby del club deportivo Stade Français con sede en la ciudad de Santiago es una de las que más ha realzado a la institución siendo una de las actividades pioneras del Club, desempeñándose desde la temporada 2022 en el  TNC Top 10. Forma parte de la Asociación de Rugby Santiago (ARUSA), desde la creación de este en 1948.

## Historia
La Rama de Rugby de Stade data de 1930, siendo una de las actividades pioneras del Club y una de las que más ha realzado a la institución con la obtención de 5 Títulos Nacionales, que comenzaron a escribirse así.
El 21 de agosto del 32 Stade venció 6 a 3 a Badminton de Viña del Mar y una semana después a Green Cross en la cancha del Estadio El Llano. El preliminar lo hicieron los segundos equipos. Stade a cargo de Jorge Dalgalarrando se impuso 9 por 3. Luego los primeros equipos, en un encuentro descrito de gran rudeza, también triunfaron por igual score. Los 3 partidos de Stade en el año demostraron la jerarquía de nuestro rugby.
El sábado 24 de junio del año siguiente nuestros rugbistas, encabezados por Rodolfo “Pirca” Paredes, viajaron a Concepción. El cónsul de Francia, Monsieur Esquerré, y señora, recibieron a la delegación. Ni Copetta, ni Bacarreza, ni Llanzarovic, ni Palma “se dieron cuenta” como los jugadores locales les hicieron 6 puntos.
El año 34, con un empate a 11 tantos con Country, Stade ganó la primera rueda del Campeonato de Santiago. A fines de ese año el rugby contaba ya con 46 socios.
En 1935 nació la Unión de Rugby de Chile. Desde entonces comenzó un intercambio con Argentina, nació la Selección Nacional y se fundaron nuevos clubes. Las primeras sesiones fueron en los salones del Country Club y del Stade. Por segundo año, Stade ganó la primera rueda del Campeonato, incluyendo la primera victoria sobre Country Club. El triunfo fue claro: 13 por 3. El segundo equipo también venció por 11 a 0. Se congregaron unas 2 mil personas y jugaron por Stade: MacCalum (capitán), Brunson, Enrique y Santiago Guell, Comparini, Mario Justiniano, Bertranine, Abbott, Paredes, Portus, D’Oyarcabal, Bacarreza, Kerneur, Jecquier y Uribe.
Por el segundo equipo estuvieron Zúñiga, Van Kilsdonk, Pérez, Cintolessi, Casse (capitán), Loiselle, Etcheverry, Nario, García. Cappere, Julio Justiniano, Lecannelier, Harnecker, Hill y Valenzuela
Otro triunfo notable acaeció el año 36, cuando Stade se impuso 11 a 8 a YMCA.
En 1945 la Rama se potenció con la experta dirección de José Bertranine. El cuadro de Honor del 49 incluía a Pedro Rachet, Rodolfo Pinkas, Marcelo Bonnefroy, Jose Bertranine, Alfredo Duronea y E. Dubarbier.
En 1956 Stade gana primera vez el Campeonato de Chile, reteniéndolo al año siguiente con el equipo conformado por Barcia, Araya, Andrés y Juan Pagola, Jorge Guell, Carrasco, Ringelin, Navarro, Flaten, Gardella, Uranga, Kittsteiner, Luchsinger, Bascuñán, Cabello y Armas.
El año 58 asumió la dirección Rodolfo Pinkas, excelente jugador por tres décadas y ex vice de la Sociedad Deportiva. El año 63 dejó la presidencia.
El año 66 fueron incorporados Felipe y Cristián Cabello en la selección, este último como capitán.
El año 1973 Stade fue nuevamente Campeón Nacional de Rugby y el año 74 retuvo el título. Entre las figuras de esos años estaban los hermanos Pagola, los Guell, Mario Lillo, Marcelo Riofrio. El gran rival era Country Club.
En el 79, Alejandro Cabello asumió como Director del Rugby, en reemplazo de Gastón Van Kilsdonk, y Marcelo Didier Fierro fue elegido el Mejor Deportista del rugby nacional por el Círculo de Periodistas Deportivos, reconocimiento que también obtuvo el 82 y 83.
Para el 25 de mayo del año 86, la selección adulta fue invitada a jugar con la poderosa selección de Cuyo, para celebrar el día patrio argentino. A los pocos días, Stade se enfrentó con Country. El 1 y 2 de noviembre se viajó a la Serena a jugar con el Club San Bartolomé. A fines de año Enrique Riofrío fue elegido el Mejor deportista del rugby por el Círculo de Periodistas Deportivos.
En 1987, Juan Pablo Cabello viajó a jugar por el equipo de Saint Quentin en Francia, donde permaneció por 3 años.
Al año siguiente, el equipo fue a Buenos Aires para realizar algunos partidos con Deportiva Francesa. A nivel local se consiguió el tercer lugar en el Campeonato Central de Chile.
En 1993 Stade consiguió el Título Nacional por quinta vez en su historia con Felipe Soler, Claudio Vallejos, Jaime Ossandón, Carlos Uson, Pedro Matta, Cristian Cabello, Ignacio Fuentes, Víctor Vergara, Sebastián Elgueta , Eric Tornquist, Rodrigo Del Castillo F., el refuerzo argentino Juan Navarro (medio scrum half) y entrenador Francisco Valdés. La victoria final fue sobre el equipo favorito, Universidad Católica.
El año 1997 nuestro socio Julio Calisto asumió la Presidencia de la Federación.
El 3 de octubre de 1998, Stade fue sede del partido por el Sudamericano entre Chile y Uruguay con triunfó de los tecos 20-13.
El año 99 Stade se ubicó tercero en el Apertura. El quince juvenil ganó invicto el Campeonato de Invierno venciendo a UC. Posteriormente el equipo juvenil ganó el Campeonato Nacional venciendo en la final a UC en San Carlos 35 por 10.
El 3 de agosto de 2003 falleció Marcos Van Kilsdonk pionero del club y rugbista desde 1930. También ese año fue dramática la derrota en la final del Campeonato de Chile, cayendo 42 por 20 en Peñalolén. Stade fue 3 veces campeón del Apertura los últimos años.
El 2004, Stade obtiene el 2º lugar en el Campeonato de Apertura.

## Palmarés
- Nacional de Clubes (1): 2010

- Campeonato Central de Rugby (9): 1956, 1957, 1959, 1963, 1973, 1974, 1993, 2010, 2011

- Torneo de Apertura (2): 2001, 2016

- Segunda Nacional (1): 2021

- Circuito de Seven a Side Arusa (1): 2021.